# César Rodríguez Álvarez
César Rodríguez Álvarez (Leão, 6 de julho de 1920 — Barcelona, 1 de março de 1995) foi um futebolista e treinador espanhol.

## Carreira
César Rodríguez Álvarez fez parte do elenco da Seleção Espanhola de Futebol da Copa do Mundo de 1950.

## Estatísticas

### Clubes
| Equipe            | Temporada         | Campeonato nacional | Campeonato nacional | Copa nacional | Copa nacional | Outros torneios | Outros torneios | Total | Total |
| Equipe            | Temporada         | Jogos               | Gols                | Jogos         | Gols          | Jogos           | Gols            | Jogos | Gols  |
| ----------------- | ----------------- | ------------------- | ------------------- | ------------- | ------------- | --------------- | --------------- | ----- | ----- |
| Sabadell          | 1939–40           | 14                  | 3                   | –             | –             | –               | –               | 14    | 3     |
| Sabadell          | Total             | 14                  | 3                   | –             | –             | –               | –               | 14    | 3     |
| Granada           | 1940–41           | 10                  | 2                   | 2             | 0             | –               | –               | 12    | 2     |
| Granada           | 1941–42           | 24                  | 23                  | 5             | 3             | –               | –               | 29    | 26    |
| Granada           | Total             | 34                  | 25                  | 7             | 3             | –               | –               | 41    | 28    |
| Barcelona         | 1942–43           | 23                  | 13                  | 8             | 3             | –               | –               | 31    | 16    |
| Barcelona         | 1943–44           | 26                  | 12                  | 4             | 1             | –               | –               | 30    | 13    |
| Barcelona         | 1944–45           | 24                  | 15                  | 4             | 6             | –               | –               | 28    | 21    |
| Barcelona         | 1945–46           | 26                  | 12                  | 2             | 0             | 1               | 2               | 29    | 14    |
| Barcelona         | 1946–47           | 25                  | 9                   | 4             | 3             | –               | –               | 29    | 12    |
| Barcelona         | 1947–48           | 19                  | 19                  | 2             | 0             | –               | –               | 21    | 19    |
| Barcelona         | 1948–49           | 24                  | 28                  | 4             | 2             | 3               | 3               | 31    | 33    |
| Barcelona         | 1949–50           | 23                  | 17                  | 2             | 3             | –               | –               | 25    | 20    |
| Barcelona         | 1950–51           | 27                  | 29                  | 7             | 4             | –               | –               | 34    | 33    |
| Barcelona         | 1951–52           | 24                  | 21                  | 7             | 5             | 3               | 1               | 34    | 27    |
| Barcelona         | 1952–53           | 27                  | 13                  | 5             | 4             | –               | –               | 32    | 17    |
| Barcelona         | 1953–54           | 15                  | 2                   | 7             | 5             | –               | –               | 22    | 7     |
| Barcelona         | 1954–55           | 4                   | 0                   | 1             | 0             | –               | –               | 5     | 0     |
| Barcelona         | Total             | 287                 | 190                 | 57            | 36            | 7               | 6               | 351   | 232   |
| España Industrial | 1954–55           | 9                   | 8                   | –             | –             | –               | –               | 9     | 8     |
| España Industrial | Total             | 9                   | 8                   | –             | –             | –               | –               | 9     | 8     |
| Cultural Leonesa  | 1955–56           | 15                  | 3                   | –             | –             | –               | –               | 15    | 3     |
| Cultural Leonesa  | Total             | 15                  | 3                   | –             | –             | –               | –               | 15    | 3     |
| Perpignan         | 1956–57           | 13                  | 4                   | –             | –             | –               | –               | 13    | 4     |
| Perpignan         | Total             | 13                  | 4                   | –             | –             | –               | –               | 13    | 4     |
| Elche             | 1957–58           | 25                  | 33                  | –             | –             | –               | –               | 25    | 33    |
| Elche             | 1958–59           | 28                  | 4                   | 4             | 2             | –               | –               | 32    | 6     |
| Elche             | 1959–60           | 27                  | 5                   | 9             | 6             | –               | –               | 36    | 11    |
| Elche             | Total             | 80                  | 42                  | 13            | 8             | –               | –               | 93    | 50    |
| Total na carreira | Total na carreira | 452                 | 275                 | 77            | 47            | 7               | 6               | 536   | 328   |

## Títulos
Barcelona
- La Liga: 1944–45, 1947–48, 1948–49, 1951–52, 1952–53
- Copa del Rey: 1951, 1952, 1952–53
- Copa Eva Duarte: 1948, 1952, 1953
- Copa de Oro Argentina: 1946
- Copa Latina: 1949, 1952

Granada
- Segunda Divisão: 1940–41

Elche
- Segunda Divisão: 1958–59
- Terceira Divisão: 1957–58

### Prêmios individuais
- Troféu Pichichi: 1948–49

### Artilharias
- La Liga de 1948–49 (28 gols)